# Athanasios Petsos
Athanasios Petsos, noto anche come Thanos (in greco: Αθανάσιος "Θάνος" Πέτσος; Düsseldorf, 5 giugno 1991), è un calciatore tedesco naturalizzato greco, centrocampista svincolato.

## Carriera
Comincia a giocare nella sua città di nascita prima di passare al Bayer Leverkusen dove esordisce nel 2010 prima con la seconda squadra e successivamente in Bundesliga. Viene dunque mandato in prestito al Kaiserslautern per la stagione 2010-2011, prestito che successivamente è stato prolungato fino al 2012.